# Mega Man Zero
Mega Man Zero, conocido en Japón como Rockman Zero  (ロックマンゼロ Rokkuman Zero?), es una saga de videojuegos creada por Keiji Inafune, desarrollada por Inti Creates y distribuida por Capcom para la consola portátil de Nintendo, Game Boy Advance en 2002. Más tarde, en junio de 2010, fue recopilado como Megaman Zero Collection (Rockman Zero Collection (ロックマンゼロコレクション?) en Japón) para Nintendo DS. La historia es una secuela de la entrega clásica Mega Man X así como una precuela de Mega Man ZX. Posteriormente, esta serie fue fusionada con la de ZX debido al segundo compilado llamado Mega Man Zero/ZX Legacy Collection (Rockman Zero and ZX Legacy Collection (ロックマン ゼロ&ゼクス ダブルヒーローコレクション?) en Japón), lanzado a inicios de 2020.

## Jugabilidad
Esta serie rompe con la tradición de las sagas de Mega Man de basarse en una etapa introductoria para luego seguir con los enfrentamientos contra 8 "Robot Masters" en 8 escenarios de juego, para así pasar a la fortaleza final. En vez de eso, solo en la primera entrega, los escenarios están combinados en un gran mapa en el cual ciertas secciones son selladas o presentan cambios en su estructura al momento de ejecutar en ellas una misión. Desde la segunda entrega, es posible entrar a la segunda base de resistencia, que fue reformada en la tercera entrega, en donde no hay enemigos, pero se podrá conversar con los asistentes. Además, Ciel se encarga de guardar la partida. Todos los escenarios son rejugables, incluyendo la etapa introductoria y son 16 misiones por juego (64 en total). Solo en la última entrega es posible alterar el clima de las 8 misiones vistas como un mapa que no estaba presente en los demás juegos y la última base de resistencia es un campamento recién armado. 
Zero retiene todas las funciones de su precuela Megaman X, pero ha perdido todo su arsenal, por lo cual debe obtener todas las armas una vez reactivado. En las 2 primeras entregas Zero debe usar una de las 4 armas para subirlas de nivel. La ametralladora láser es el arma principal de todos los soldados de la Resistencia, Ciel le entrega a Zero una de las ametralladoras de los soldados que han caído en combate, y X ha guardado una versión mejorada del Z-Saber (sable Z) antes de convertirse en ciberelfo. Las otras armas son el Triple Rod (triple vara) en la primera entrega, el Chain Rod (vara-cadena) en la segunda, el Recoil Rod (vara retráctil) en la tercera, el Boomerang Shield (escudo bumerán) en las 3 primeras y la Z-Knuckle (puño Z) en la última entrega, pero esa última arma permite colgarse en los tubos o cables, robar partes de enemigos o tirar palancas.
Las cápsulas verdes con cristal rojo que sueltan los enemigos al ser eliminados recuperan HP y las azules son los E-Crystals (cristales de energía o EC), que es dinero del juego.
Como novedad, los 4 juegos presentan un nuevo sistema de ciberelfos, divididos en recuperación, animal y hacker.
- Los ciberelfos de recuperación aumentan el límite de HP, recuperan HP, crean subtanques o lanzan cápsulas verdes.
- Los del tipo animal mejoran las habilidades de Zero, salvan de una caída de los agujeros trampa o atacan automáticamente.
- Los del tipo hacker paralizan o ralentizan el tiempo, alteran las acciones, convierten en Mettaurs a algunos enemigos o afectan a todo el juego.

Algunos ciberelfos tienen uno o dos niveles para mejorarlos antes de usarlos y en las primeras 3 entregas requerían EC para hacerlo. En la segunda entrega, se cambiaron algunos ciberelfos o se agregaron nuevos tipos (por ejemplo, en la sección hacker, se crearon ciberelfos que alteran el rango a A temporalmente). En la tercera entrega, es posible equipar 2 ciberelfos satélite, pero igual se deben sacrificar los ciberelfos fusión para activar sus poderes y algunos son mejorables más allá de los 2 niveles o cambian de fusión a satélite o vise-versa. En la última entrega, la combinación de los ciberelfos caídos hará crear un único ciberelfo llamado Croire (cuyo nombre viene del verbo creer en francés), en donde se necesita de los EC para aumentar el nivel y activar hasta 7 efectos de recuperación, animal y hacker (21 en total).
En la primera entrega, es posible cambiar de página entre menú principal, opciones y ciberelfos. En las opciones, puede cambiar las teclas (Arma 1, Arma 2, salto y dash) o el modo de ataque. En el menú principal, es posible elegir 2 de 4 armas, hasta 3 ciberelfos asignados en el transervidor, el elemento de ataque que es físico, fuego, hielo o trueno (estos últimos req. obtener dicho chip elemental) y uno de los subtanques cargados con anterioridad. Es posible escapar de una misión, pero queda desactivada en misiones importantes o entre misiones.
Otra funcionalidad que fue mejorada de Megaman X es el rango, en donde se obtiene uno de los niveles que van de S a F, en donde A y S son mejores puntajes y la F el peor y sus equivalentes de 0 (peor puntaje) a 100 (mejor puntaje). La activación de los ciberelfos (fusión en la tercera entrega) o el exceso de nivel permitido en la última entrega y el Nº de reintentos usados perjudicará el puntaje en la evaluación, mientras que menos daño, menor tiempo, completar objetivos y mayor racha de eliminados aumentará el puntaje. En ese caso, se le asignará un nuevo rango a los jugadores y un nuevo nombre clave a Zero. El rango es reseteado a F tras completar el juego, pero aumentará el contador de partidas completadas.
Al empezar la segunda entrega, se daño la primera interfaz, dejando las opciones y la sección de armas operativas y el resto de las funciones quedaron destruidas, junto con su nivel de armas que se reseteó a LV 1. Tras la reparación de Zero y el remplazo de interfaz, se agregó 2 funciones nuevas que son cambios de forma, que altera la jugabilidad al cambiar de armadura y los EX-Skills, que son habilidades nuevas, además de restablecer las funciones destruidas. En la segunda y tercera entregas, requería rango A y enfrentar a uno de los 10 y 12 jefes, respectivamente, para obtener una EX-Skill, pero en la cuarta entrega, requería del clima correcto antes de enfrentar a uno de los 8 jefes para obtenerla. La opción escape lo transfiere a la segunda base.
En la tercera entrega, se modificó la interfaz, dejando de lado la fuente DOS y el sistema de nivel de armas usados en los juegos anteriores y la obtención de ciberelfos fue remplazado por discos, en donde contiene ciberelfos, partes, dinero o información importante de personajes y enemigos. La función cambio de forma ahora se divide en casco, armadura y botas, siendo la armadura la única parte que cambia de color. Los chips elementales fueron movidas a la sección armadura de la función cambio de forma.
En la cuarta entrega, se modificó la interfaz, reorganizando de nuevo las 2 funciones, pero en vez de ciberelfos o discos, para la función cambio de forma, dividida en casco, armadura y botas, solo se puede obtener piezas de enemigos para crear partes. La función escape lo transfiere al campamento. Se eliminaron los chips elementales a favor de las EX-Skills. En opciones, se agregó una quinta tecla para soltar armas de la Z-garra y un interruptor para dash con doble flecha.

## Cronología entre las sagas X y Zero
El siguiente es un cronograma relacionado con las causas y consecuencias que preceden al desarrollo de los acontecimientos de Megaman Zero.
- 21XX: Las Guerras Maverick se desatan durante este periodo (Mega Man X).
- Más tarde Sigma es finalmente derrotado por X. Tiempo después, sin previo aviso, Zero dona su cuerpo original para ser estudiado y así encontrar respuesta al virus albergado dentro suyo. El período de su estado de animación suspendida estaba previsto a finalizar poco más de un siglo (102 años exactamente).
- La tecnología de los Ciber-Elfos se origina mediante el análisis del cuerpo de Zero. Estas entidades son seres previstos de energía pura con inteligencia artificial. Fueron creados con el único propósito de poner fin a las Guerras Maverick. Sus habilidades se utilizaron para aumentar la potencia de los Reploids y combatir el efecto del virus Maverick. La clave de este desarrollo fue la creación de la Madre Elf (Elf Oscura) Lo que lograría poner fin al conflicto.
- Finalizada las Guerras Mavericks, X funda la Ciudad-Estado Neo Arcadia (Llamada Elysium en un comienzo) donde humanos y reploides podrían convivir en paz.

### Las Guerras Élficas
- La Madre Elfo fue secuestrada por el Dr. Weil, transformándola en el Elfo Oscuro. De esta forma Weil se convierte en el principal instigador de las Guerras Élficas. El periodo de cuatro años que desata este conflicto bélico goza de una violencia tan despiadada que destruye el 90% de los Reploides y mata al 60% de los seres húmanos dejando a gran parte de la población mundial estéril junto con la naturaleza que va en declive. Durante este tiempo el cuerpo original de Zero fue robado por Weil para la construcción de Omega. También creó copias del Elfo Oscuro cuyos nombres eran Crea y Prea con el fin de manipular a todos los Reploides existentes. Por otro lado a Zero se le otorga un nuevo cuerpo conservando los datos de su memoria original. Tanto él como X luchan contra la adversidad de Weil y, al final, enfrentándose a Omega, logran derrotarlo juntos. Weil es desterrado de Neo Arcadia forzado a usar un cuerpo robótico conectado a una armadura regenerativa que lo despojaría de todo vestigio de su humanidad. A su vez Omega es exiliado al espacio. Una vez finalizado el nuevo conflicto, Zero, muy dañado y debilitado, se sella nuevamente.
- Como método de prevención, X decidió ocultarse y sellar al Elfo Oscuro dentro de su propio cuerpo en la zona subterránea de Neo Arcadia, más conocida como “Yggdrasil” (Escenario final en Megaman Zero 2).
- Antes de sellarse, X en algún momento colaboró con científicos Neo-Arcadíanos para crear cuatro reploides basados en su ADN: Sage Harpuia, Fighting Fefnir, Fairy Leviathan y Hidden Phantom. Los tres primeros con la función de purificar la tierra, mientras que Phantom se le asignó como guardaespaldas personal de X.
- Tiempo después ante la desaparición del X original, Ciel a muy temprana edad construye una copia del mandatario de Neo Arcadia conocido como Copy X, lo que traería consecuencias devastadoras.
- Copy X como nuevo líder de la Ciudad-Estado inicia, al poco tiempo, y con la llegada de una crisis energética, un régimen dictatorial catalogándo a todo reploide, que se oponga al sistema, como Maverick. Con el nuevo conflicto desatado, Ciel devastada ante tal situación, decide huir de Neo Arcadia junto a un grupo de reploides con los que más tarde fundaría La Resistencia.
- Durante una expedición sobre recolección de datos, un reploide conocido como TK-31 vio accidentalmente información confidencial en la biblioteca subterránea de Neo Arcadia lo que activó abruptamente una alarma llamando la atención de Harpuia. Una semana más tarde es considerado Maverick por los Hachishinkan (Ocho Jueces Benevolentes). Logra escapar de la ciudad con la ayuda de SE-22, un miembro infiltrado de la Resistencia. Antes de huir, TK-31 se dirige la zona 7 de Neo Arcadia y consigue llevarse con él un Ciber Elfo bebé. Tomando en cuenta los datos que vio en la biblioteca decide cambiar su nombre a Elpizo (El Proyecto de la Esperanza).

## Desarrollo de la saga

### Mega Man Zero
Aproximadamente 100 años después de los eventos de Megaman X, Zero es reactivado por Ciel, una científica. Zero, quien no tiene memoria decide ayudar a Ciel, y destruir a Copy X. En este proceso, Zero debe enfrentar a los Cuatro Guardianes (四天王 Shittenou?,  Cuatro señores celestiales) de Neo Arcadia, Reploides creados a partir del ADN de X, cada uno con su propia armada/Gundan: Fighting/Thosho Fefnir(Fafnir en Japón) líder de la armada Jin'en (de las llamas), Fairy/Yohso Leviathan, líder de la armada Mekai (de los océanos oscuros) Hidden/Insho Phantom, líder de la armada Zan'ei (de la sombras destructoras) y Sage/Kensho Harpuia, líder de la armada Rekku (del Feroz Cielo).
Tras vencer a los Guardianes -Todos generales al mando de X- en peligrosos combates, Zero vuelve a la base de la Resistencia donde Ciel le revela un gran secreto: ella es la creadora de Copy X. Creado para proteger a los humanos del posible regreso del Virus Sigma, luego que el original X se sacrificara para sellar al Elfo Oscuro.
Zero, ya en el núcleo de Neo Arcadia, es interceptado por los Guardianes (3 de ellos escaparón de su habitación y Phantom se autodestruye para eliminar a Zero en su habitación, pero no lo logra) pero Copy X, en su cámara santuario, decide enfrentarlo cara a cara. Después de una intensa batalla, Copy X es derrotado. El falso X no puede comprender su derrota, ya que se suponía que fuese un héroe que protege a la humanidad. Zero recuerda que X no era tan ingenuo y que eso definió su grandeza. Enfurecido, Copy X tiene 2 recursos: se transforma en su forma final, Seraph Copy X, o si no funciona ese método, se autodestuye para destruir a Zero, pero Zero logra escapar a tiempo con un misterioso Ciber Elf.
Zero despierta en un desierto donde el espíritu que lo ayudó se revela como su antiguo compañero X, pero en una forma de Ciber Elf. X le cuenta a Zero que cuando este se retiró, X tuvo que pelear mucho tiempo solo para obtener la paz, pero con el tiempo, los combates se volvían más crueles y el objetivo de ganar menos noble. Fue por eso que X se fue. Como X ya no tiene un cuerpo físico para proteger este mundo, le deja esta tarea a Zero. Zero despierta en un desierto rodeado de enemigos, terminando el juego.

### Mega Man Zero 2
Un año después, Zero ha vagado por el desierto, peleando solo contra Neo Arcadia. Justo cuando su energía se agota completamente, Harpuia aparece frente a él y lo devuelve a la base de la Resistencia (por razones misteriosas). Después de las reparaciones, Zero es informado por el nuevo general, Elpizo, que la Resistencia prepara un ataque final contra Neo Arcadia aprovechando la ausencia de un líder. Sin embargo, Zero no cree que la situación se resuelva tan fácilmente, pero acepta ayudar en una serie de misiones.
En una de estas misiones, se encuentra con dos "Elfos Bebes", las cuales buscan a su "madre". X (ahora renombrado a Ciber Elf X) aparece nuevamente y revela que es necesario evitar a toda costa que estas criaturas encuentren a su madre. Sin embargo, la madre de los Elfos Bebes es el "Elfo Oscuro" quien fue el primer Elfo y fue usado para limpiar del mal a la Tierra; En ese entonces Elpizo en su ambición de poder y tras una derrota ante los "3 guardianes" (uno de ellos "Phantom" murió ante Zero en el 1.er título) decide fusionarse con el Elfo Oscuro.
Ahora Zero deberá pelear tanto contra Elpizo y sus delirios de grandeza, como contra los Tres Guardianes, Harpuia, Fefnir y Leviathan, que tratan de dirigir a Neo Arcadia. Sin embargo los Guardianes son forzados a combatir contra Zero, siendo influidos por los Elfos Bebes o simplemente cumpliendo su deber de evitar que Zero o Elpizo alcancen el Santuario de Yggdrasil, un lugar secreto donde descansa el cuerpo original de X.
Finalmente, Elpizo logra llegar a Yggdrasil, donde se revela que el cuerpo del X original está escondido protegiendo en su interior al Elfo Oscuro, sellándolo. Elpizo destruye el cuerpo de X y el gran poder del Elfo Oscuro se libera. Este poder convierte a Elpizo en una gran máquina de guerra, corrupta por su ambición de poder, a la que Zero deberá vencer. Al ser vencido, Elpizo queda muy dañado, pero dándose cuenta de la gravedad de sus acciones. El Elfp Oscura se torna blanco en un momento, y convierte a Elpizo en un Ciber Elf dándole así una segunda oportunidad de vivir, después el Elfo Oscuro desaparece junto con sus "hijos". X aparece y le cuenta que ella no siempre fue llamada Elfo Oscuro, al nacer detuvo las Guerras Mavericks y la conocían como Madre Elfo, pero alguien llamado Dr. Weil le puso una maldición (la reprogramo) y se convirtió en la Elfp Oscuro.
En algún lugar, el Dr Weil considerará que es su momento de actuar.

### Mega Man Zero 3
2 meses después de la batalla contra Elpizo, la Elf oscura sigue sin rastro alguno. Durante ese lapso, Ciel creó un nuevo sistema de energía ilimitada, "Ciel System (Sistema Ciel)". Zero, Ciel y una patrulla de la resistencia, mientras habla de "Ciel System", se dirigen a las montañas a explorar una extraña nave espacial que se estrelló hace poco y que emite el mismo rastro de poder que tiene la Elf Oscura. Zero se dirige para la zona de la nave, pero en vez de la Elf Oscura, Zero encuentra a unos lastimados Leviathan y Fefnir, Guardianes de Neo Arcadia, enfrentándose en un combate contra un robot gigante llamado Omega. Zero se enfrenta a Omega, sin embargo, este se recupera. Justo en ese momento, Harpuia aparece y logra atacar a Omega, pero aparece el Dr. Weil para detener el enfrentamiento y revelar que tanto él como Omega ahora son parte de Neo Arcadia, ya que Copy X ha sido reconstruido por Weil y planea obtener el poder de la Elf Oscura.
La misión de Zero es evitar que Neo Arcadia se haga con el poder de la Elf Oscura. Sin embargo, después de derrotar a algunos enemigos, Zero se encuentra con los Baby Elfs quienes quieren recuperar a su madre, por tanto se alían con Weil. Para hacer más drástica la situación, Weil lanza un misil a un área poblada por humanos para forzar a la Elf Oscura a revelar su paradero. El misil deja muchos destrozos... y el camino libre para que entre Omega y absorba la Elf Oscura. Harpuia aparece para ayudar a Zero, ya que considera que atacar a los humanos es contrario al objetivo inicial de X de protegerlos. Ambos son lastimados por Omega, y teletransportados a la seguridad de la Base de la Resistencia por Ciel.
A continuación, Copy X ofrece a Ciel una salida pacífica si entrega su "Ciel System"; pero este poder en conjunto con la Elf Oscura podría ser muy peligroso y Ciel se rehúsa. Acusándola de mantener un monopolio forzado sobre los recursos energéticos, Copy X ordena la invasión de los territorios de la resistencia y es misión de Zero defender la zona. Como resultado de esto, Zero debe enfrentar nuevamente a Copy X, y con la ayuda del Cyber-Elf X, Zero sale victorioso nuevamente. Copy X intenta transformarse a su modo Seraph, pero al hacerlo activa una bomba que Weil le había implantado, destruyéndolo de manera definitiva. Weil usa el incidente para acusar a la Resistencia de terrorismo y autoimbuirse como líder de Neo Arcadia. Zero piensa que los humanos están demasiado absortos en la vida fácil de Neo Arcadia como para defenderse por su propia cuenta.
Con la ayuda de X, Zero descubre datos fidedignos indicando que Weil planea usar a Omega para iniciar una nueva "Guerra Elf", que fue empezada hace 100 años. En esta guerra, Weil "contaminó" de alguna forma a la Elf más poderosa, que se volvería la Elf Oscura. Zero decide terminar de una vez enfrentando a los Elfs Oscuros que ocultan el camino a la base secreta de Weil.
Zero llega a las instalaciones de Weil donde debe enfrentar a Omega. Zero enfrenta a dos versiones de Omega, derrotando a ambos. Cuando el segundo enfrentamiento los lleva al mismo laboratorio en el cual Zero estaba capturado (al inicio del 1.er título), Weil revela que Zero es en realidad "Copy Zero", y que Omega es el Zero Original con sus poderes llevados al máximo por la Elf Oscura. Al final Zero derrota a Omega Zero, pero este deja a Zero muy lastimado. Omega Zero empieza a recuperar sus fuerzas con la ayuda de la Elf Oscura, pero en ese instante aparecen los Guardianes e interceptan a Omega Zero, dejandólo maltrecho de nuevo, mientras ellos alientan a Zero para que destruya a Omega Zero mientras puede. En ese momento, X aparece para revelar una verdad aún más profunda: durante las Guerras Elfs, después de derrotar una vez a Omega, Zero debía ser reparado por lo cual su conciencia fue movida a un cuerpo de soporte. Pero Omega se hizo del cuerpo original de Zero. Por tanto, Zero no es una copia sino el Zero real. Zero destruye su cuerpo original para asegurarse que los poderes de la Elf Oscura no puedan ser contaminados de nuevo. La explosión de Omega Zero deja a Zero dañado, que despierta en la base de resistencia, libera a la Elf Oscura de la corrupción de Weil y causa la destrucción de los Guardianes en el proceso.

### Mega Man Zero 4
Con los Guardianes y Copy X destruidos, Weil no está dispuesto a permitir que los humanos, que escaparón de la ciudad, obtengan su libertad y envía a su armada de ocho guerreros al mando de un reploide comandante llamado Craft para cazar a los escapados, atacar y destruir "Area Zero", donde alguna vez se estrelló la colonia Eurasia (evento presente en Megaman X5), como producto de la falta de intervención humana y reploide, la naturaleza ha vuelto a tomar su curso.
Ahora que X y los Guardianes ya no pueden interferir, Zero debe una vez más enfrentarse a Neo Arcadia para defender a los humanos, pero estos están cansados de la existencia de los reploides, pues ellos creen que los reploides solo generan guerras, debido a esto, ellos no confían en Zero ni en la Resistencia. Ignorándolos, Zero decide hacer frente a Craft antes que sus tropas destruyan la naturaleza en el Área Zero, para ello debe derrotar a los ocho reploides enviados por Weil.
Al final, todo se revela como una gran distracción que tiene como propósito permitir al Dr. Weil reorientar y terminar una plataforma espacial llamada "Ragnarok", la cual disparará contra Area Zero y con ello destruirá la Resistencia, humanos, reploides y a Zero, dejando a Weil como líder indiscutible, no sin antes programar esta plataforma para que se estrellara contra la Tierra. Craft se rebelará ante Weil pues piensa que tal manera de pensar no es la correcta para controlar a los humanos, redirigiendo el cañón a Weil y Neo Arcadia, pero, aunque Zero logra detener a Craft, Ragnarok ya había sido disparado y destruye Neo Arcadia por completo. Zero debe volver a la plataforma espacial para averiguar cómo es posible que la plataforma siga operativa.
Finalmente, Zero encuentra a Weil quien le revela que como es un androide modificado para vivir por siempre, no puede morir; el ataque a Neo Arcadia no le afectó. Como último recurso para salvar la Tierra, Zero rechaza la solicitud de retirada de Ciel y decide enfrentarlo para destruir el núcleo de su cuerpo mecánico y con ello detonar a Ragnarok antes que penetre la atmósfera de la Tierra. Pero la batalla se lleva todo de Weil y Zero cuando Ragnarok penetra la atmósfera de la tierra y la explosión del núcleo la desintegra por completo. Ciel, la Resistencia, y los humanos que escaparon hacia el Área Zero solo pueden observar la lluvia de los fragmentos de Ragnarok y esperar que, tras preservar esta nueva paz entre Humanos y Reploides, algún día, X y Zero regresen. La historia termina con la imagen del casco roto de Zero en el suelo.

## Censura
En las versiones originales japonesas de los juegos de la serie Mega Man Zero, los jefes tienen salpicaduras de flujo de petróleo de sus cuerpos cuando se parten por la mitad con el Sable. Este efecto fue eliminado por completo de la versión americana, ya que se parecía demasiado a la sangre, y era considerado demasiado gráfico. Sorprendentemente suficiente, las salpicaduras de aceite de los miembros de la Resistencia asesinados por los Golems en panteones del primer juego no se toman fuera, lo que hace que Mega Man Zero es el 2.º juego con la "sangre", ya que el primero fue en Mega Man X4 pero en sus FMV.
Para mantener la clasificación E, en las versiones norteamericanas fueron remplazadas ciertas frases o palabras como "muerte" por otras como "destrucción".

## Relanzamientos
Capcom recopiló los 4 juegos en una tarjeta DS titulado Megaman Zero Collection (Rockman Zero Collection (ロックマンゼロコレクション?) en Japón). Su lanzamiento fue el 8 de junio de 2010 en Norteamérica, 2 días después en Japón y Australia y el 11 de junio de 2010 en Europa, pero solo en inglés, francés y alemán la entrega europea.
Ningún juego haya cambiado respecto a sus versiones originales, pero los cambios son:
- Adición de galería de arte.
- Remapeado de ciertas funciones a las teclas X e Y.
- Los juegos venían centrados sin estirarse para evitar perdida de calidad de los gráficos.
- Las cartas e-Reader, solo en Japón que cambia gráficamente las escenas de Megaman Zero 3, ahora es desbloqueable para todas las regiones.
- Inclusión de "Easy Scenario" que permite jugar progresivamente los títulos pero con cambios que hacen más fácil a los jugadores.[4]

Mega Man Zero/ZX Legacy Collection (Rockman Zero and ZX Legacy Collection (ロックマン ゼロ&ゼクス ダブルヒーローコレクション?) en Japón) fue lanzado el 25 de febrero de 2020 en PlayStation 4, Xbox One, PC (Steam) y Nintendo Switch. Trae la saga completa de Megaman Zero, Megaman ZX y Megaman ZX Advent. Trayendo el soundtrack de cada juego, de legacy collection y remixes exclusivos de preventa. Trae consigo el modo Z Chaser, una carrera contrarreloj con otros jugadores de todo el mundo, con distintos modos (fácil y difícil) y distintos niveles. También está el guardado asistido, incorporado en el mismo juego.